# Etzling
Etzling település Franciaországban, Moselle megyében. Lakosainak száma 1135 fő (2022. január 1.). Etzling Alsting, Behren-lès-Forbach, Forbach, Kerbach és Spicheren községekkel határos.

## Népesség
A település népességének változása:
| Lakosok száma | 862  | 856  | 1094 | 1196 | 1141 | 1163 | 1184 | 1161 | 1155 | 1135 |
|               | 1968 | 1982 | 1990 | 2006 | 2013 | 2015 | 2017 | 2019 | 2020 | 2022 |